# Open Brethren
Open Brethren (de öppna bröderna) är en öppnare schattering av den heterogena kristna rörelse som av utomstående kallas Plymouthbröderna, men som av dem själva kallas "bröderna" eller "brödraförsamlingen".
Skillnaden gentemot Exclusive Brethren är främst att de öppna församlingarna väljer att engagera sig mer i det omgivande samhället. Man har också ofta en generösare inställning till andra kristna. I många öppna församlingar välkomnas t.ex. alla troende och döpta, oavsett kyrkotillhörighet, till nattvardsbordet.
1914 skrev Dr Rendle Short boken The Principles of "Open Brethren”. Där sammanfattades brödernas lära i sju punkter om bland annat troendedop genom nedsänkning, avvisandet av avlönade pastorer och  rätten för alla troende att medverka i gudstjänsten.
På Färöarna är brödraförsamlingen den största frikyrkan.